# Andrzej Tatur
Andrzej Tatur (ur. 16 września 1944 roku w Warszawie) – polski geolog i polarnik. 

## Życiorys
W 1969 ukończył studia na Wydziale Geologii UW po czym podjął pracę w Instytucie Ekologii PAN. Tamże, w 1979, obronił pracę doktorską Analiza zróżnicowania składu chemicznego gleb pastwiskowych w Małych Pieninach (promotorem był Tadeusz Traczyk). Habilitował się w 2002, na podstawie pracy Ornitogenne ekosystemy morskiej Antarktyki: ich geneza rozwój i zanik. Stopień profesorski uzyskał w 2011.
Od 1979 zaangażowany w badania polarne. Pięciokrotnie uczestniczył w Wyprawach Antarktycznych Polskiej Akademii Nauk do Stacji Arctowskiego a także w kilku wyprawach argentyńskich i rosyjskich. Prowadził też badania w Arktyce (Svalbard, Finlandia) oraz w Ziemi Ognistej, Andach i Patagonii.
W latach 2006–2011 był dyrektorem Zakładu Biologii Arktyki Instytutu Biochemii i Biofizyki PAN.
Jest autorem lub współautorem około 100 publikacji naukowych.
Jest członkiem Komitetu Badań Polarnych PAN.
Na jego cześć nazwano wzgórza antarktyczne. 